# Isobel Bishop
Isobel "Iso" Bishop (Adelaide, 8 de setembro de 1991) é uma jogadora de polo aquático australiana.

## Carreira
Bishop fez parte da equipe da Austrália que finalizou na sexta colocação nos Jogos Olímpicos de 2016, no Rio de Janeiro.